# Selenaspidus euphorbiarum
Selenaspidus euphorbiarum är en insektsart som först beskrevs av Karl Hermann Leonhard Lindinger 1957.  Selenaspidus euphorbiarum ingår i släktet Selenaspidus och familjen pansarsköldlöss. Inga underarter finns listade i Catalogue of Life.